# (1642) Hill
(1642) Hill es un asteroide perteneciente al cinturón de asteroides descubierto por Karl Wilhelm Reinmuth el 4 de septiembre de 1951 desde el observatorio de Heidelberg-Königstuhl, Alemania.

## Designación y nombre
Hill fue designado al principio como 1951 RU.
Posteriormente se nombró en honor del astrónomo estadounidense George William Hill (1838-1914).

## Características orbitales
Hill orbita a una distancia media de 2,753 ua del Sol, pudiendo acercarse hasta 2,574 ua y alejarse hasta 2,931 ua. Su inclinación orbital es 10,81° y la excentricidad 0,06472. Emplea en completar una órbita alrededor del Sol 1668 días.